# Masia l'Estrella
La masia l'Estrella és un edifici de Llorenç del Penedès (Baix Penedès) inclòs en l'Inventari del Patrimoni Arquitectònic de Catalunya.

## Descripció
La masia està formada per un grup d'edificis, entre els quals destaca l'habitatge dels amos. Presenta una sèrie de cossos quadrats i rectangulars, d'una, dues o tres plantes, i rematats per una barana que presenta forats rectangulars. Totes les obertures, portes i finestres, acostumen a ser d'arc molt rebaixat. Destaca l'alta torre que es troba al darrere de la casa, la qual és rematada per merlets. Tot l'edifici és arrebossat i emblanquinat.

## Història
Sembla que la masia data del 1700, segons una rosa dels vents que hi ha a la casa. D'acord amb el propietari, el conjunt que forma la masia fou construït en quatre etapes: 1700, 1800, 1930 i 1970. Primer foren edificades les cases dels masovers.
Antigament era el molí de l'oli del poble. La casa ha canviat molt de propietaris, la qual cosa originà molts canvis en l'estructura de l'edifici i la pèrdua de documents mitjançant els quals hom podria conèixer la història de la masia. Els propietaris actuals (1982) la van comprar en els anys 60 del segle xx.